# Lettre économique palestinienne
 (mars 2013).
Si vous disposez d'ouvrages ou d'articles de référence ou si vous connaissez des sites web de qualité traitant du thème abordé ici, merci de compléter l'article en donnant les références utiles à sa vérifiabilité et en les liant à la section « Notes et références ».
La Lettre économique palestinienne est un journal franco-palestinien aujourd'hui disparu, qui a été publié de juin 1996 à mars 1997 à l'initiative de l'Autorité nationale palestinienne.
Le premier numéro est publié en français, anglais et arabe, le 20 juin 1996, avec un tirage de 15 000 exemplaires et un éditorial de Yasser Arafat.

## Historique
Le but de cette réalisation éditoriale faite à partir de faibles moyens était de démontrer que l'argent des pays donateurs se trouvait investi dans les secteurs vitaux pour la future économie palestinienne et que certains projets aboutissaient ou étaient en bonne ordre de marche. 
La Lettre économique palestinienne devait également servir de référence dans le domaine de la publication des indicateurs majeurs sur l'économie, la population, les infrastructures et l'administration des Territoires palestiniens.
La Lettre économique palestinienne commença également, dès son premier numéro, à diffuser les portraits des acteurs du développement économique en poste dans les différents ministères créés par l'Autorité palestinienne.
Le développement du mensuel fut difficile, toujours liée aux contraintes sur le terrain et à la bonne volonté des interlocuteurs pour fournir des informations valides nécessaires à son élaboration. 
En octobre 1996, La Lettre économique palestinienne fait partie des titres de la presse française et internationale accompagnant le président de la République française, Jacques Chirac, au Liban, en Syrie, en Jordanie, en Israël, dans les Territoires palestiniens et en Égypte.
La publication cesse sa parution en mars 1997.